# Ismael Konaté
Pour les articles homonymes, voir Konaté.
Ismael Konaté, né le 29 mars 2006 en Côte d'Ivoire, est un footballeur italo-ivoirien qui évolue au poste d'attaquant à l'Empoli FC.

## Biographie

### Carrière en club
Konaté commence sa formation au sein des équipes de jeunes de l'AC Milan, puis rejoint le Calcio Lecco. En 2020, il intègre le centre de formation de Cagliari, où il évolue jusqu'en 2024. Cette année-là, il est transféré à l'Empoli FC, où il évolue avec l'équipe U19 en championnat Primavera.
Le 24 septembre 2024, il fait ses débuts professionnels avec l'équipe première d'Empoli lors d'un match de Coupe d'Italie contre le Torino, remporté 2-1. Il dispute son premier match de Serie A le 20 octobre 2024 face au Napoli.

### En sélections nationales
Né en Côte d'Ivoire, Ismael Konaté possède également la nationalité italienne et représente l'Italie au niveau international. Il est sélectionné en équipe italienne des moins de 20 ans dès 2024, et joue son premier match le 10 octobre 2024 face à l'Angleterre.

## Style de jeu
Konaté est reconnu pour sa vitesse et sa polyvalence sur le terrain. Au poste d'attaquant, sa structure physique et sa technique lui permettent d'attaquer efficacement les espaces.